# Брена (Пиј де Дом)
Брена (фр. Brenat) насеље је и општина у централној Француској у региону Оверња, у департману Пиј де Дом која припада префектури Исоар.
По подацима из 2011. године у општини је живело 587 становника, а густина насељености је износила 66,48 становника/km². Општина се простире на површини од 8,83 km². Налази се на средњој надморској висини од 400 метара (максималној 543 m, а минималној 372 m).

## Демографија
| 1962. | 1968. | 1975. | 1982. | 1990. | 1999. | 2011. |
| ----- | ----- | ----- | ----- | ----- | ----- | ----- |
| 386   | 370   | 374   | 413   | 483   | 464   | 587   |

График промене броја становника у току последњих година